# Нафтонасичена товщина
Нафтонасичена товщина (рос. нефтенасыщенная толщина; англ. oil saturated thickness, oil saturation capacity; нім. erdölgesättigte Schichtendicke f) — сумарна товщина нафтонасичених прошарків.
Нафтонасичена товщина в однорідному пласті-колекторі, повністю нафтонасиченому, визначається добутком різниці глибин залягання покрівлі і підошви колектора на косинус його кута падіння; в однорідному пласті-колекторі, нафтонасиченому тільки у верхній частині, — різницею між позначками покрівлі колектора і положення ВНК. При наявності між покрівлею колектора і ВНК прошарків, які не мають відкритої пористості, їх сумарна товщина віднімається. У випадку газової шапки нафтонасичена товщина — сумарна товщина нафтонасичених прошарків між ГВК і ВНК. Нафтонасичена товщина продуктивних пластів визначається за даними методів каротажу свердловин (електричні, радіоактивні, акустичні та ін.), підтверджується випробуванням продуктивних ділянок колектора.
Син. — нафтонасичена потужність (рідко).
Нафтонасичена потужність (рос. нефтенасыщенная мощность, англ. oil saturated thickness; нім. erdölgesättigte Schichtmächtigkeit f) — сумарна товщина нафтонасичених прошарків, що мають ефективну пористість. Син. — нафтонасичена товщина.